# Almkogel (Salzkammergut-Berge)
Der Almkogel ist ein 1030 m ü. A. hoher Berg am Südufer des Mondsees an der Grenze der Bundesländer Oberösterreich und Salzburg. Die Gemeinden St. Lorenz und St. Gilgen haben Anteil am Berg und die Grenze verläuft über den Gipfel des Almkogels. Der Berg fällt nach Norden zum Mondseeufer und nach Westen in den Saugraben mit steilen Flanken ab. Die Süd- und Osthänge sind weniger steil. Der Berg ist größtenteils von Wald bedeckt. Er ist wegen seiner schönen Aussicht über den Mondsee und die Mondseer Flyschberge ein beliebter Wanderberg. Vom Ortsteil Plomberg führt ein markierter Anstieg durch die Nordflanke.

## Karten
- ÖK 50, Blatt 65 (Mondsee)